# فيم يونك
فيم يونك (بالهولندية: Wim Jonk)‏ مواليد 12 أكتوبر 1966 في هولندا، هو لاعب كرة قدم هولندي سابق كان يلعب كلاعب وسط. سبق له أن لعب في كأس العالم لكرة القدم مع منتخب بلاده. لعب خلال مسيرته 368 مباراة سجل خلالها 77 هدفاً.

## المسيرة الاحترافية

### أندية لعب لها
- نادي فولندام
- أياكس أمستردام
- إنتر ميلان
- نادي آيندهوفن
- شيفيلد وينزداي

## روابط خارجية
- فيم يونك على موقع الاتحاد الأوربي (الإنجليزية)
- فيم يونك على موقع قاعدة بيانات كرة القدم.إي يو (الإنجليزية)
- فيم يونك على موقع ناشيونال فوتبول تيمز (الإنجليزية)
- فيم يونك على موقع عالم كرة القدم.نت (الإنجليزية)